# Генк

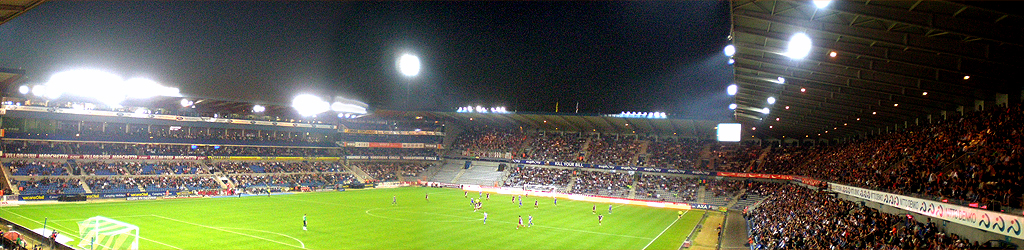
Футбольний стадіон у Генку

Генк (нід. Genk) — місто на сході Бельгії, у Лімбурзі, з населенням 63,8 тис. жит. (2006). Важлива пристань на Альберт-каналі між Антверпеном і Льєжем.
За бельгійськими мірками Генк — не старе місто. Воно вперше згадується у 1108 році як володіння Ролдюцького абатства. У 1365 році перейшло з рук графів Лонських до єпископів Льєзьких. На рубежі XX століття це було живописне село з 2000 жителів, яке принаджувало на вихідні художників з Брюсселя.
Відкриття в околицях Генка покладів доброго кам'яного вугілля призвело до його прискореної індустріалізації. У 1960-ті роки шахти закрилися, і місто перепрофілювалося на автомобілебудування. На заводі Ford Motor Company працює багато емігрантів. У місті базується однойменний футбольний клуб.

## Уродженці
- Ігнас Мейвіссен (* 1965) — бельгійський підприємець і меценат.
- Леон Рітзен (1939—2018) — бельгійський футболіст, нападник.
- Гербен Тейссен (* 1998) — бельгійський професійний трековий і шосейний велогонщик.